# Свято-Миколаївський храм (Донецьк)
Свято-Миколаївський храм — православний храм у Юзівці (Донецьк) побудований на честь Святителя Миколая, архієпископа Міра Лікійських, на колишніх Риковських рудниках (нині сел. Шахтобудівник м. Донецька). 

## Історія
У відомості про Свято-Миколаївський храм за 1911 р., яка зберігається в Донецькому Державному архіві написано: «Церква побудована в 1908 р. завдяки старанням і на кошти робітників Макаріївського рудника. Вона кам'яна з такою ж дзвіницею, покрита оцинкованим залізом». Відображена в архівних документах та трагедія, коли на руднику від вибуху газу загинуло 2 зміни шахтарів. Було це 18 червня 1908 р. Відспівування загиблих шахтарів було виконано в цьому храмі. 
1963 року рішенням Донецької облради Свято-Миколаївська церква була закрита, а потім знесена.. 
Але церковна громада на чолі з о.Алексієм і о.Леонтієм не опустила руки. Священики та парафіяни ретельно підшукували приміщення для того, щоб перевезти церковне майно, частина якого відняла влада, і продовжувати служби Богу. Був знайдений будинок, який продавала одна сім'я, але влада пригрозила господарям і вони відмовили. Незважаючи на погрози та гоніння знайшовся один чоловік Павло Ісаєв, який не побоявся віддати свій будинок для розміщення Свято-Миколаївської церкви. І ось на межі міст Донецька та Макіївки, по вул. Горбачевського, був придбаний будинок, який згодом був переобладнаний під церкву. 
Освячення нового храму відбуловя на свято пр. Сергія Радонезького 18 липня 1963 р. Службу освячення храму провів о.Олександр Шокало. З того часу Свято-Миколаївський прихід став одним з небагатьох духовних острівців в океані безбожного радянського суспільства, завдяки яким у важкий час люди могли молиться, хрестити, вінчатися. 
Останнім часом Свято-Миколаївський храм поступово реконструюється, ремонтується, прикрашається зсередини та зовні. Уже побудовано новий вівтар, укріплений фундамент, ведуться внутрішні роботи з реконструкції вівтаря. При храмі діє церковно-приходська школа, По суботах ведуться заняття для дітей, які живуть в дитячому будинку-інтернаті. При храмі створено духовна бібліотека та відеотека, фонд яких постійно оновлюється і поповнюється за рахунок пожертвувань прихожан.. 